# قلعه المضیق
قلعة المضیق (به عربی: قلعة المضیق) یک قلعه در سوریه است که در شهرستان سقیلبیه واقع شده‌است.

## خصوصیات
قلعة المضیق ۱۲٬۹۲۵ نفر جمعیت دارد.